# Накло
Накло (словен. Naklo) је градић и управно средиште истоимене општине Накло, која припада Горењској регији у Републици Словенији.
По попису становништва из 2011. насеље, Накло имало је 1.716 становника.